# Людвіково (Накельський повіт)
Людвіково (пол. Ludwikowo) — село в Польщі, у гміні Кциня Накельського повіту Куявсько-Поморського воєводства.
Населення — 176 осіб (2011).
У 1975-1998 роках село належало до Бидгощського воєводства.

## Демографія
Демографічна структура станом на 31 березня 2011 року:
|          | Загалом | Допрацездатний вік | Працездатний вік | Постпрацездатний вік |
| -------- | ------- | ------------------ | ---------------- | -------------------- |
| Чоловіки | 94      | 29                 | 59               | 6                    |
| Жінки    | 82      | 13                 | 50               | 19                   |
| Разом    | 176     | 42                 | 109              | 25                   |